# USS Richmond (CL-9)
L'incrociatore leggero USS Richmond è stato una unità della United States Navy della classe Omaha costruita nei primi anni venti, e radiata nel 1945. Fu la terza nave a portare il nome della città di Richmond, capitale della Virginia.
Il Richmond fu costruito nei cantieri William Cramp & Sons di Filadelfia. Impostato il 16 febbraio 1920 e varato il 29 settembre 1921, entrò in servizio il 2 luglio 1923 al comando del capitano David F. Boyd.

## Servizio

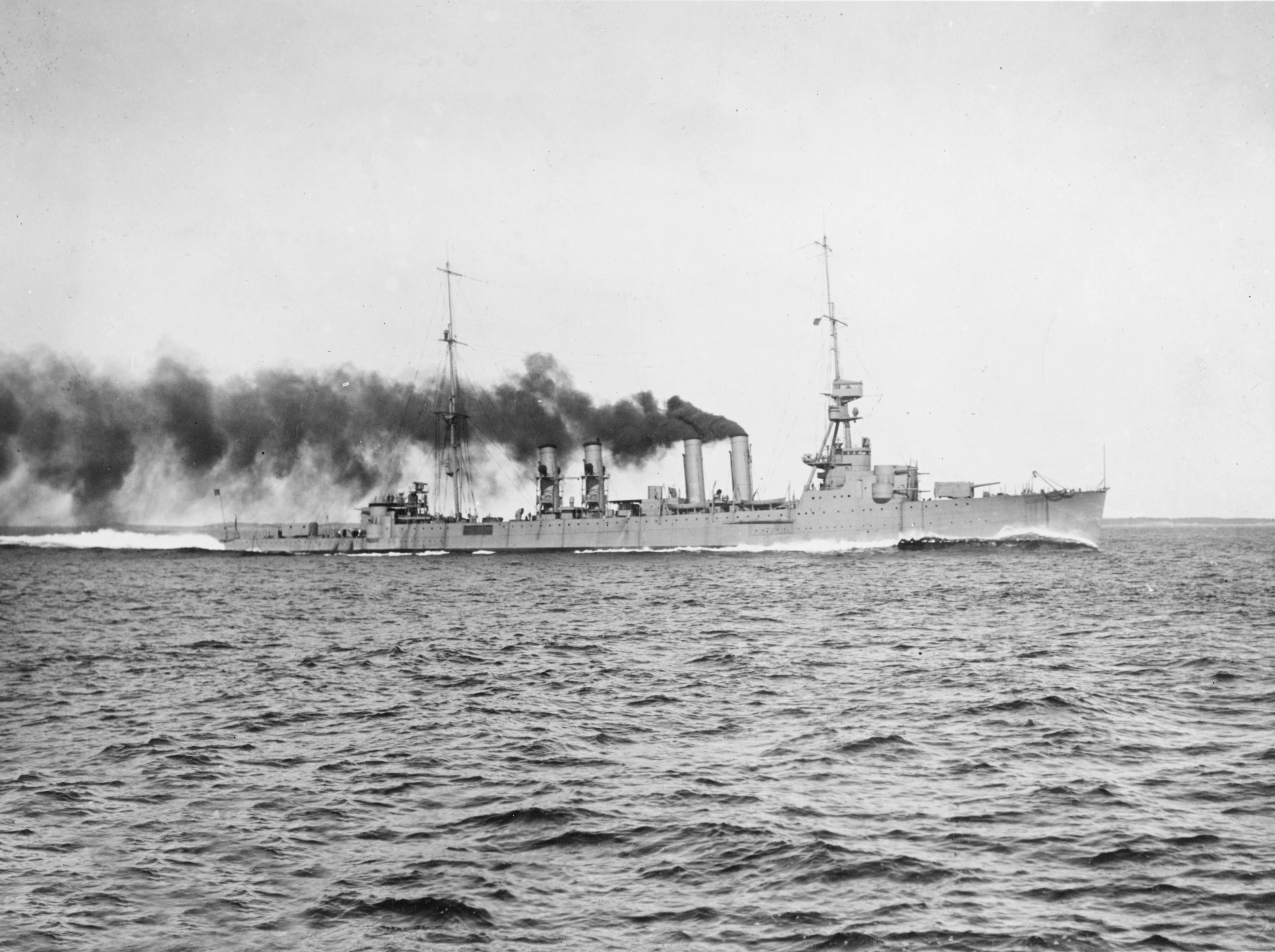
Il Richmond durante le prove di velocità prima dell'immissione in servizio.

### Periodo tra le due guerre mondiali
La nave venne sottoposta ad una crociera di prova di tre mesi in Europa, Africa e Sud America, ed in seguito raggiunse New Orleans, per entrare a far parte della Forza di esplorazione della US Navy come ammiraglia alla fine del 1923. Dopo aver partecipato ad esercitazioni della flotta e recuperato i superstiti della Tacoma, un incrociatore affondato su un'isola dei Caraibi, parteciparono anche all'evacuazione da Puerto Mexico a Veracruz di cittadini statunitensi durante dei tumulti nel 1924.
In maggio dello stesso anno, il Richmond ritornò brevemente a New Orleans, poi partecipò a nuove esercitazioni sulla costa nordorientale. Verso la fine di luglio partì da Newport, Rhode Island, per effettuare servizio di stazione sulla rotta di alcuni aerei dell'Esercito impegnati in una crociera intorno al mondo. Il 2 agosto, tentò di prendere a rimorchio il Douglas World Cruiser "Boston", ammarato nell'Atlantico per problemi ai motori, ma l'idrovolante si capovolse ed affondò nel mare in burrasca, benché entrambi i membri dell'equipaggio vennero recuperati. Poi, da settembre a dicembre, andò ai lavori di raddobbo al New York Navy Yard.
Durante il prosieguo la nave venne utilizzata per vari compiti, come visite di cortesia, addestramento con i Marines, come nave di comando per una flottiglia di sommergibili e come parte della forza di esplorazione della flotta da battaglia.
All'inizio del 1941, il Richmond venne inviato a Pearl Harbor; qui, da gennaio a giugno assunse il ruolo di ammiraglia della Scouting Force, la forza di esplorazione. Per ottobre la nave era ancora nella acque hawaiane, operando con la Cruiser Division 3 (CruDiv 3), poi tornò in California ed in novembre iniziò le pattuglie di neutralità sulla costa occidentale delle Americhe. Il 7 dicembre, data dell'attacco di Pearl Harbor, era in rotta per Valparaíso, Cile.

### La seconda guerra mondiale
La nave effettuò pattuglie e scorta ai convogli per tutto il 1942, e a dicembre andò ai lavori di raddobbo a San Francisco. A gennaio 1943 la nave venne inviata ad Unalaska come parte del Task Group 16.6 che aveva la responsabilità della difesa della Aleutine.

#### La battaglia delle Isole del Commodoro
In questa veste il Raleigh partecipò alla battaglia delle isole Komandorski, uno dei numerosi scontri navali durante la seconda guerra mondiale, avvenuta il 27 marzo 1943 nel nord dell'Oceano Pacifico, vicino alle isole del Commodoro nell'estremo oriente dell'odierna Russia, e parte della campagna delle isole Aleutine.
Dopo l'invasione da parte giapponese delle isole Aleutine di Attu e Kiska, gli Stati Uniti venuti a conoscenza di un convoglio di rifornimenti giapponesi diretti ad Attu, inviarono una squadra di navi da guerra comandata dal contrammiraglio Charles McMorris per intercettare il convoglio. La squadra statunitense consisteva dell'incrociatore pesante USS Salt Lake City, il vecchio incrociatore leggero USS Richmond che svolgeva il ruolo di ammiraglia del Task Group 16.6 costituito il 3 febbraio 1943 per contrastare le forze giapponesi che avevano occupato le isole, e i cacciatorpediniere Coghlan, Bailey, Dale e Monaghan. L'ammiraglio McMorris era a bordo del Richmond e l'equipaggio del Salt Lake City era per il 70% formato da personale alla prima uscita in mare e la revisione dopo i danni subiti nella Battaglia di Capo Speranza.
La mattina del 27 marzo, il convoglio giapponese fu intercettato dalla piccola squadra navale americana nelle acque a sud dell'arcipelago sovietico delle Isole del Commodoro, a circa 290 km a ovest di Attu e a 160 km a sud delle Isole del Commodoro; le navi del task group 16.6 (denominato Mike) erano disposte a distanza di sei miglia per sfruttare al meglio le capacità dei radar, in base agli ordini operativi dell'ammiraglio Kinkaid, e in rotta 40°;ad effettuare la scoperta furono il cacciatorpediniere Coghlan e il Richmond disposti come picchetto radar, che rilevarono le navi nipponiche; lo scontro cominciò con gli statunitensi disposti in linea di fila singola diretti per 330°, e i giapponesi inizialmente di controbordo su due file, con gli incrociatori pesanti ed uno leggero più vicini agli avversari a circa 9000m ed i cacciatorpediniere e l'altro incrociatore leggero su un'altra linea parallela ed arretrata. Alle 8.40 un proiettile del Richmond centrò il Nachi provocando un incendio seguiti verso le 9.00 da altri che lo danneggiarono gravemente. Il Richmond passò il resto della battaglia cercando di supportare l'azione dei cacciatorpediniere, fino a quando il Salt Lake City rimase immobilizzato da un colpo da 203mm; successivamente riuscì a ripartire anche se solo a 15 nodi sparando l'ultima salva della battaglia ed i caccia si erano riuniti alla formazione mentre il Richmond rimase pronto a schermare le altre navi.
Preoccupato dal consumo di nafta e dal timore che consistenti forze nemiche, (anche aeree considerando la vicinanza dell'isola di Amchitka occupata dagli statunitensi) potessero arrivare a sostegno della formazione di McMorris, il viceammiraglio Hosogaya interruppe lo scontro e si ritirò. Intanto le navi cargo giapponesi avevano già invertito la rotta al principio della battaglia: era l'ultimo convoglio di superficie che si era avventurato in quelle acque. Da allora in poi i convogli nipponici furono unicamente composti da sommergibili.
Per contro la formazione statunitense si ritirava col Salt Lake City e il Bailey pesantemente danneggiati; il primo aveva sparato 806 proiettili perforanti esaurendone la scorta e poi 26 di esplosivo ad alto potenziale, aveva la sala motori posteriore allagata e i giroscopi fuori uso per cui poteva solo seguire la rotta del resto della formazione, ma aveva sostenuto il confronto con due incrociatori pesanti obbligandoli a mantenersi a distanza, mentre il Richmond aveva sparato solo 271 proiettili da 150mm, muovendosi insieme ai cacciatorpediniere.

#### Il prosieguo
Dopo aver partecipato a tutta la campagna delle Aleutine che si concluse con l'occupazione di Kiska ed Attu, nella quale effettuò diverse azioni di bombardamento contro le difese giapponesi in appoggio alle truppe sbarcate, la nave rimase in area per tutto il resto della guerra, effettuando azioni di pattugliamento antisommergibile e partecipando ad alcuni bombardamenti delle isole Curili. Dopo la resa del Giappone, il Raleigh diede copertura all'occupazione del nord del paese. La nave venne radiata dopo la fine della guerra, il 21 dicembre 1945, e venduta per la demolizione il 18 dicembre 1946.

## Riconoscimenti
Il Richmond ha ricevuto due Battle star per il servizio svolto.